# Le Pian-Médoc
Le Pian-Médoc är en kommun i departementet Gironde i regionen Nouvelle-Aquitaine i sydvästra Frankrike. Kommunen ligger i kantonen Blanquefort som tillhör arrondissementet Bordeaux. År 2022 hade Le Pian-Médoc 7 198 invånare.

## Befolkningsutveckling
Antalet invånare i kommunen Le Pian-Médoc
Referens:INSEE